# Miles Cove
Miles Cove est un village situé dans la province de Terre-Neuve-et-Labrador, dans le nord.